# Balabagan
Balabagan is een gemeente in de Filipijnse provincie Lanao del Sur in het noorden van het eiland Mindanao. Bij de laatste census in 2007 had de gemeente ruim 33 duizend inwoners.

## Geografie

### Bestuurlijke indeling
Balabagan is onderverdeeld in de volgende 27 barangays:
| - Bagoaingud - Banago - Barorao - Batuan - Budas - Buenavista - Buisan - Calilangan - Igabay - Ilian - Lalabuan - Lorenzo - Lower Itil - Lumbac | - Macao - Magulalung Occidental - Magulalung Oriental - Matampay - Matanog - Molimoc - Narra - Pindolonan - Plasan - Poblacion - Purakan - Tataya - Upper Itil |

## Demografie
Balabagan had bij de census van 2007 een inwoneraantal van 33.421 mensen. Dit zijn 8.863 mensen (36,1%) meer dan bij de vorige census van 2000. De gemiddelde jaarlijkse groei komt daarmee uit op 4,34%, hetgeen hoger is dan het landelijk jaarlijks gemiddelde over deze periode (2,04%). Vergeleken met de census van 1995 is het aantal mensen met 11.864 (55,0%) toegenomen.

De bevolkingsdichtheid van Balabagan was ten tijde van de laatste census, met 33.421 inwoners op 230 km², 145,3 mensen per km².